# Bebe Daniels
Bebe Daniels (n. 14 ianuarie 1901, Dallas, Texas, SUA – d. 16 martie 1971, Londra, Anglia, Regatul Unit) a fost o actriță americană, cântăreață, dansatoare, scenarist și producător de film.

## Filmografie selectivă
| An   | Titlu                               | Rol            | Note |
| ---- | ----------------------------------- | -------------- | ---- |
| 1910 | The Wonderful Wizard of Oz          | Dorothy Gale   |      |
| 1910 | Justinian and Theodora              |                |      |
| 1911 | A Counterfeit Santa Claus           |                |      |
| 1913 | The Savage                          | Bit part       |      |
| 1914 | Anne of the Golden Heart            |                |      |
| 1915 | Bughouse Bellhops                   |                |      |
| 1915 | Ruses, Rhymes and Roughnecks        |                |      |
| 1916 | Lonesome Luke Leans to the Literary |                |      |
| 1916 | Luke, the Candy Cut-Up              |                |      |
| 1917 | Bliss                               | The Girl       |      |
| 1917 | All Aboard                          | The Girl       |      |
| 1918 | The Non-Stop Kid                    | Miss Wiggle    |      |
| 1918 | Hey There!                          |                |      |
| 1918 | Two-Gun Gussie                      | The Girl       |      |
| 1918 | Take a Chance                       | The Hired Girl |      |
| 1919 | Going! Going! Gone!                 | Miss Goulash   |      |
| 1919 | Don't Shove                         | Bebe           |      |

| An   | Titlu                    | Rol                           | Note                                  |
| ---- | ------------------------ | ----------------------------- | ------------------------------------- |
| 1919 | Male and Female          | The King's Favourite          |                                       |
| 1919 | Everywoman               | Vice                          | Film pierdut                          |
| 1920 | Why Change Your Wife?    | Sally Clark                   |                                       |
| 1920 | The Dancin' Fool         | Junie Budd                    |                                       |
| 1920 | Sick Abed                | Nurse Durant                  |                                       |
| 1920 | You Never Can Tell       | Rowena Patricia Jones         |                                       |
| 1920 | The Fourteenth Man       | Marjory Seaton                | Film pierdut                          |
| 1920 | Oh, Lady, Lady           | Mary Barber                   | Film pierdut                          |
| 1920 | She Couldn't Help It     | Young Nance                   | Film pierdut                          |
| 1921 | Ducks and Drakes         | Teddy Simpson                 |                                       |
| 1921 | Two Weeks with Pay       | Pansy O'Donnell/Marie La Tour | Alt titlu: Two Weeks Pay Film pierdut |
| 1921 | The March Hare           | Lisbeth Ann Palmer            | Film pierdut                          |
| 1921 | One Wild Week            | Pauline Hathaway              | Film pierdut                          |
| 1921 | The Affairs of Anatol    | Satan Synne                   |                                       |
| 1921 | The Speed Girl           | Betty Lee                     | Film pierdut                          |
| 1922 | Nancy from Nowhere       | Nancy                         | Film pierdut                          |
| 1922 | A Game Chicken           | Inez Hastings                 | Film pierdut                          |
| 1922 | North of the Rio Grande  | Val Hannon                    | Film pierdut                          |
| 1922 | Nice People              | Theodora Gloucester           | Film pierdut                          |
| 1922 | Pink Gods                | Lorraine Temple               | Film pierdut                          |
| 1922 | Singed Wings             | Bonita della Guerda           | Film pierdut                          |
| 1923 | The World's Applause     | Corinne d'Alys                | Film pierdut                          |
| 1923 | The Glimpses of the Moon | Susan Branch                  | Film pierdut                          |
| 1923 | The Exciters             | Ronnie Rand                   | Film pierdut                          |
| 1923 | Hollywood                | Herself (cameo)               | Film pierdut                          |
| 1923 | His Children's Children  | Diane                         | Film pierdut                          |
| 1924 | Heritage of the Desert   | Mescal                        |                                       |
| 1924 | Daring Youth             | Alita Allen                   | Film pierdut                          |
| 1924 | Unguarded Women          | Breta Banning                 | Film pierdut                          |
| 1924 | Monsieur Beaucaire       | Princess Henriette            |                                       |
| 1924 | Sinners In Heaven        | Barbara Stockley              | Film pierdut                          |
| 1924 | Dangerous Money          | Adele Clark                   | Film pierdut                          |
| 1924 | Argentine Love           | Consuelo Garcia               | Film pierdut                          |
| 1925 | Miss Bluebeard           | Colette Girard                |                                       |
| 1925 | The Crowded Hour         | Peggy Laurence                | Film pierdut                          |
| 1925 | The Manicure Girl        | Maria Maretti                 | Film pierdut                          |
| 1925 | Wild, Wild Susan         | Susan Van Dusen               | Film pierdut                          |
| 1925 | Lovers in Quarantine     | Diana                         |                                       |
| 1925 | The Splendid Crime       | Jenny                         | Film pierdut                          |
| 1926 | Miss Brewster's Millions | Polly Brewster                | Film pierdut                          |
| 1926 | The Palm Beach Girl      | Emily Bennett                 | Film pierdut                          |
| 1926 | Volcano!                 | Zabette de Chavalons          |                                       |
| 1926 | The Campus Flirt         | Patricia Mansfield            | Film pierdut                          |
| 1926 | Stranded in Paris        | Julie McFadden                | Film pierdut                          |
| 1927 | A Kiss In A Taxi         | Ginette                       | Film pierdut                          |
| 1927 | Señorita                 | Señorita Francesca Hernandez  |                                       |
| 1927 | Swim Girl, Swim          | Alice Smith                   | Film pierdut                          |
| 1927 | She's a Sheik            | Zaida                         | Film pierdut                          |
| 1928 | Feel My Pulse            | Barbara Manning               |                                       |
| 1928 | The Fifty-Fifty Girl     | Kathleen O'Hara               | Film pierdut                          |
| 1928 | Hot News                 | Pat Clancy                    | Film pierdut                          |
| 1928 | Take Me Home             | Peggy Lane                    | Film pierdut                          |
| 1928 | What a Night!            | Dorothy Winston               | Film pierdut                          |

| An        | Titlu                      | Rol                    | Note                                              |
| --------- | -------------------------- | ---------------------- | ------------------------------------------------- |
| 1929      | Rio Rita                   | Rita Ferguson          |                                                   |
| 1930      | Love Comes Along           | Peggy                  |                                                   |
| 1930      | Alias French Gertie        | Gertie Jones/aka Marie |                                                   |
| 1930      | Dixiana                    | Dixiana Caldwell       |                                                   |
| 1930      | Lawful Larceny             | Marion Dorsey          |                                                   |
| 1930      | Reaching for the Moon      | Vivien Benton          |                                                   |
| 1931      | My Past                    | Miss Doree Macy        |                                                   |
| 1931      | The Maltese Falcon         | Ruth Wonderly          |                                                   |
| 1931      | Honor of the Family        | Laura                  | Film pierdut                                      |
| 1932      | Silver Dollar              | Lily Owens Martin      |                                                   |
| 1933      | 42nd Street                | Dorothy Brock          |                                                   |
| 1933      | Cocktail Hour              | Cynthia Warren         |                                                   |
| 1933      | Counsellor at Law          | Regina "Rexy" Gordon   |                                                   |
| 1933      | The Song You Gave Me       | Mitzi Hansen           |                                                   |
| 1933      | A Southern Maid            | Juanita/Dolores        |                                                   |
| 1934      | Registered Nurse           | Sylvia 'Ben' Benton    |                                                   |
| 1935      | Music Is Magic             | Diane De Valle         |                                                   |
| 1936      | Treachery on the High Seas | May Hardy              | Alt titlu: Not Wanted on Voyage                   |
| 1938      | The Return of Carol Deane  | Carol Deane            |                                                   |
| 1941      | Hi Gang!                   | The Liberty Girl       |                                                   |
| 1947      | The Fabulous Joe           | -                      | Producător                                        |
| 1954      | Life with the Lyons        | Bebe Lyon              | Alt titlu: Family Affair                          |
| 1955      | The Lyons in Paris         | Bebe                   | Alt titlu: Mr. and Mrs. in Paree The Lyons Abroad |
| 1955–1960 | Life with the Lyons        | Bebe Lyon              | Episoade necunoscute producător, scenarist        |